# بخش خنافره
بخش خنافره یکی از بخش‌های استان خوزستان است که در شهرستان شادگان واقع شده‌است. مرکز این بخش شهر خنافره است. این بخش از دو دهستان ناصری و سالمی تشکیل یافته‌است.